# Berger Kirche (Werschau)

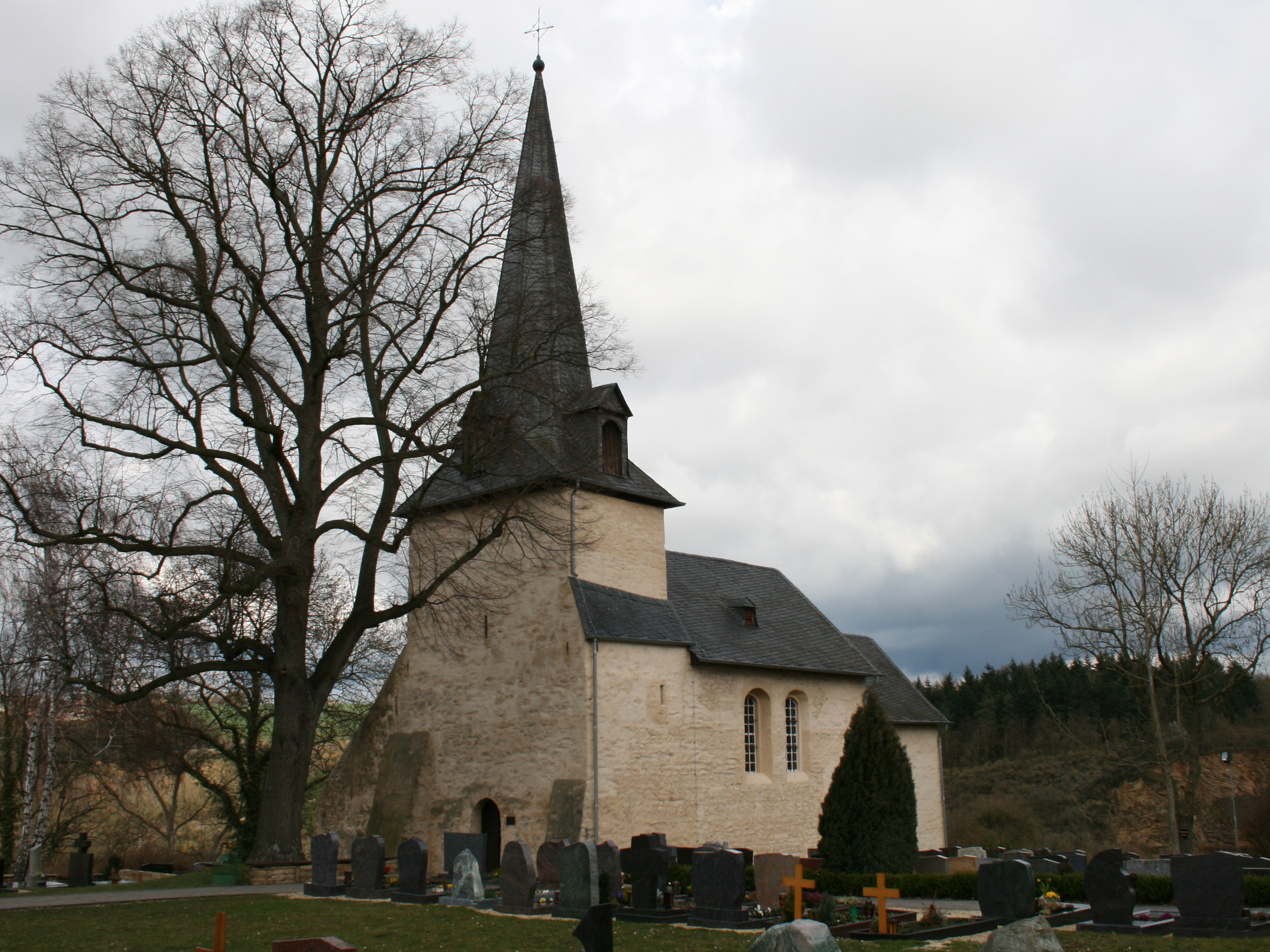
Die Berger Kirche

Die Berger Kirche ist eine kleine römisch-katholische, romanische Kirche im Gebiet des Ortes Werschau in der Gemeinde Brechen in Westhessen. Das 910 erstmals erwähnte Bauwerk ist eine der ältesten erhaltenen Kirchen der Region. Sie ist das letzte Überbleibsel des wüst gefallenen Ortes Bergen und dient heute als Friedhofs- und Wallfahrtskirche.
Die Kirche trägt das Patrozinium des heiligen Georg und ist eine der Kirchen in der Pfarrei Heilig Geist Goldener Grund / Lahn im Bistum Limburg, zu der die Kommunen Brechen, Hünfelden, Villmar, Runkel, Selters und Weinbach gehören. Im Ort Werschau steht eine größere Kirche, deren Wurzeln ins 15. Jahrhundert zurückreichen und die ebenfalls nach dem heiligen Georg benannt ist.

## Lage
Die Berger Kirche erhebt sich auf einem markanten Felssporn westlich von Niederbrechen und nordwestlich von Werschau. Die Kirche befindet sich heute unmittelbar an der Bundesstraße 8, die auf die Via Publica von Köln nach Frankfurt zurückgeht. Von der wenige hundert Meter südwestlich vorbeiführenden Autobahn 3 ist die Berger Kirche gut zu erkennen. Markant wird sie auch dadurch, dass ihr Felssporn am Westrand des deutlich tiefer gelegenen Emsbachtals liegt. Ein bis heute genutzter und von einer Mauer eingefriedeter Kirchhof umgibt den Bau.

## Baukörper

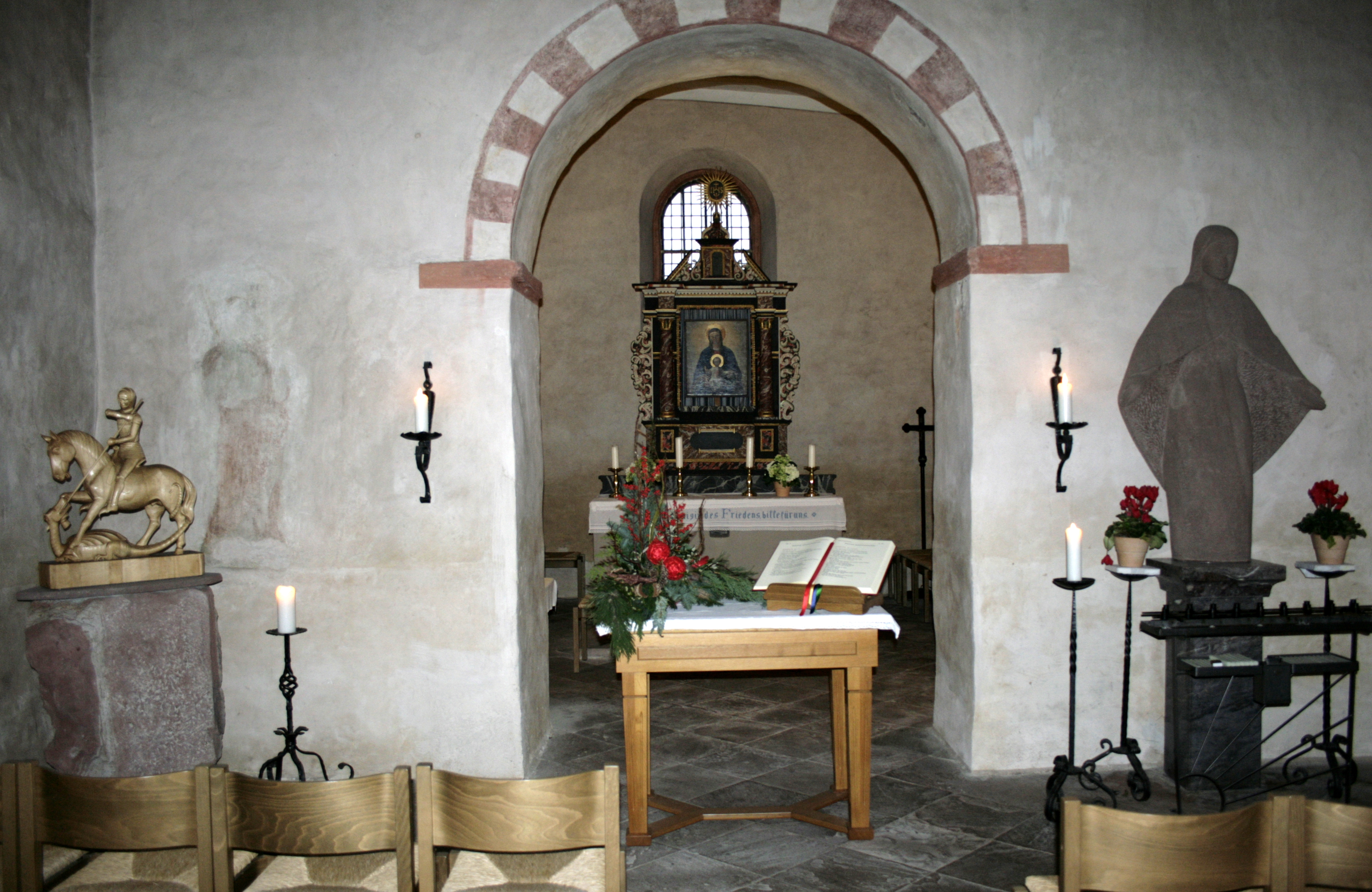
Blick in den Chorraum mit der Kopie des Georgsstandbilds, einem Rest der mittelalterlichen Wandmalerei, dem barocken Altaraufsatz und der modernen Schutzmantelmadonna (von links).

Die Berger Kirche war in ihrer ursprünglichen Baufassung eine geostete, einfache romanische Saalkirche. Der damalige Kirchenbau entspricht in etwa dem heutigen Hauptschiff. Ihm wurde im Norden ein Seitenschiff zugegeben. Beide Schiffe sind im Westen von einem wuchtigen Turm mit einem gotischen Spitzhelm überbaut. Auch der schmale, rechteckige Chor stammt aus einer späteren Bauphase. Die flache Decke des Kircheninneren wird von drei unregelmäßigen Pfeilerarkaden getragen. Ausmalungen aus dem 15. Jahrhundert sind noch zu erkennen. Sie zeigen unter anderem den Heiligen Martin, Jesus und Maria, eine Kreuzigungsgruppe an der Wand des Chorraums sowie an der Nordwand über den Arkadenbögen den Heiligen Georg zu Pferde im Kampf gegen den Drachen. Wichtige Ausstattungsstücke sind ein kleiner, aber kunstvoll gearbeiteter barocker Altaraufsatz aus der Zeit um 1670 und eine Marienstatue in der Machart der Maria Immaculata aus der Zeit um 1700. Eine geschnitzte Figur des Heiligen Georg zu Pferde im Kampf mit dem Drachen ist die Kopie einer um 1420 entstandenen Schnitzarbeit aus Eichenholz, die sich heute im Diözesanmuseum Limburg befindet. Eine Schutzmantelmadonna aus Sandstein stammt aus den 1980er Jahren.

## Geschichte der Kirche
Die Berger Kirche wird erstmals gesichert 910 in einer Schenkungsurkunde erwähnt. Darin schenkt Ludwig das Kind dem Grafen Konrad Kurzbold zusammen mit dem Königshof Oberbrechen auch die Berger Kirche zur Errichtung von dessen Georgsstift, dem heutigen Limburger Dom. Für 1193 ist die Besetzung der Pfarrstelle durch den Propst des Georgsstifts verbürgt. 1476 ist das Georgspatrozinium erstmals nachgewiesen. Auch eine Erwähnung im Jahr 752 ist überliefert, allerdings relativ ungesichert in einer Urkunde von 1652. Ursprünglich war die Kirche dem Heiligen Martin geweiht.
Regelmäßige Prozessionen umliegender Gemeinden zur Berger Kirche sind erstmals 1586 verbürgt. Diese Prozessionstradition am Georgstag, die bis zum 4,5 Kilometer nordöstlich gelegenen Ort Villmar reichen, deuten darauf hin, dass die Berger Kirche ursprünglich Mutterkirche für einen sehr großen Sprengel war. Andererseits spricht z. B. das Petruspatrozinium für eine frühe direkte bischöfliche Trierer Gründung der Villmarer Kirche. Nachweislich gehörte das rund zwölf Kilometer südlich gelegene Dorf Panrod zum Berger Kirchensprengel. Da sich in Niederbrechen, das ebenfalls zu den Prozessionsgemeinden gehörte, kurz nach 893 eine eigene Kirchengemeinde etablierte, hat die Berger Kirche diese Mittelpunktfunktion vermutlich bereits vor diesem Zeitpunkt gehabt. Möglicherweise handelt es sich gemeinsam mit der Blasiuskapelle bei Frickhofen, dem Stift St. Severus in Gemünden und dem Lubentiusstift bei Dietkirchen ein Zentrum der Christianisierung im südlichen Niederlahngau. Das ursprüngliche Martinspatrozinium von Bergen kann als Hinweis auf eine Mainzer Gründung gedeutet werden. Auch wurde in der Anfangszeit des Limburger Georgsstifts dessen Propst vom Mainzer Erzbischof eingesetzt.
1232 wurde die Kirche enger an das Georgsstift gebunden, wodurch sie auch das Georgspatrozinium übernahm. Vermutlich in der zweiten Hälfte des 14. Jahrhunderts, mit dem Wüstfallen des Orts Bergen, wurde die Berger Kirche zur Pfarrkirche des Orts Werschau, was sie bis 1571 blieb. In diesem Jahr wurde Werschau und damit auch die Berger Kirche eine Filiale der Pfarrei Niederbrechen.
Bis heute ist Pfingsten das wichtigste Wallfahrtsfest in und an der Berger Kirche. Bis nach dem Zweiten Weltkrieg war sie Ziel von Pfingstritten mit mehreren hundert Pferden. 1981 wurde der „Freundeskreis Berger Kirche“ gegründet, der sich als eingetragener Verein der Pflege der Kirche annimmt.
Die Berger Kirche steht unter Denkmalschutz. Zudem hat sie den Schutzstatus für den Kriegsfall nach der Haager Konvention erhalten.

## Baugeschichte der Kirche

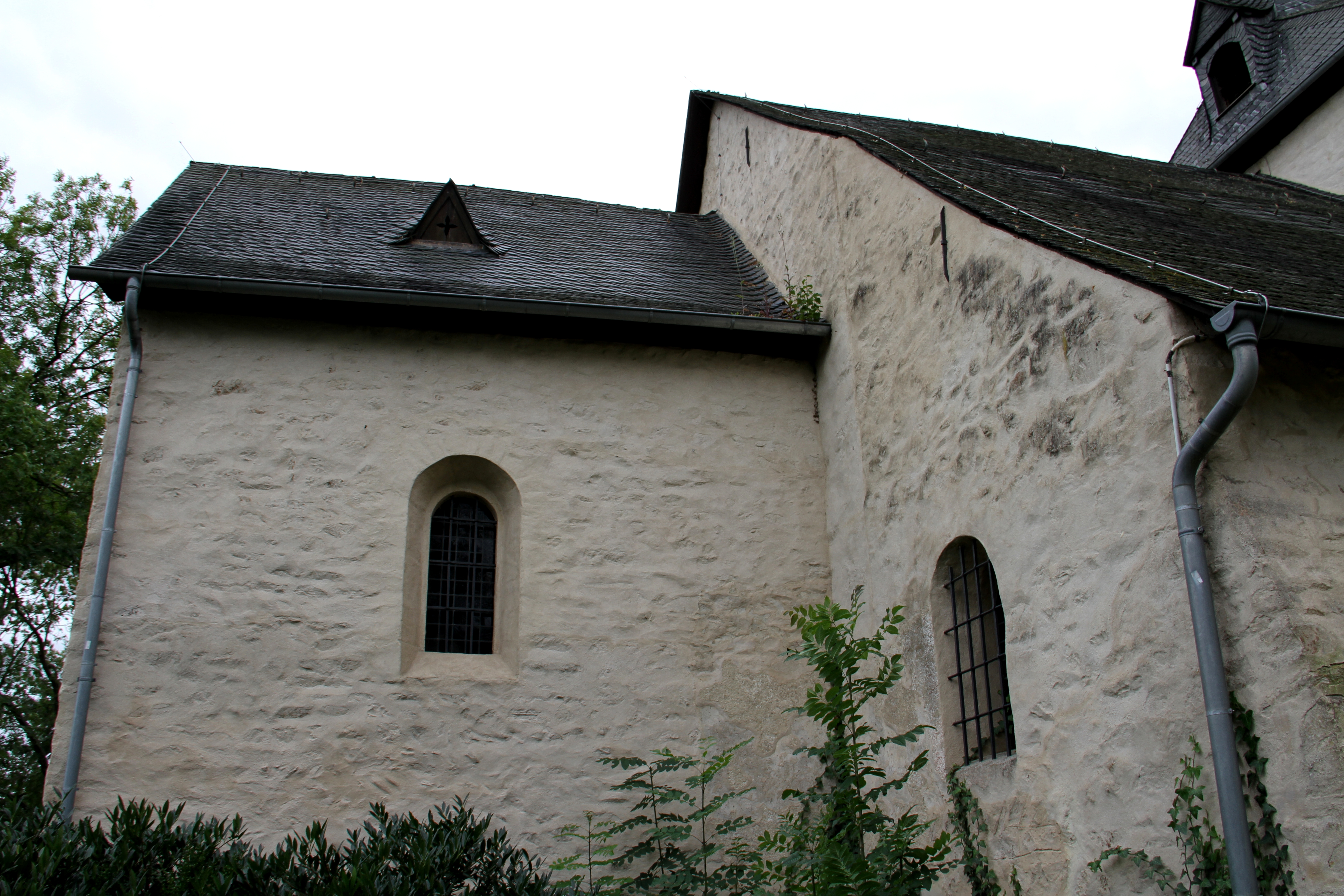
Rechteckchor aus dem 10. Jahrhundert

Die ursprüngliche romanische Saalkirche entstand möglicherweise bereits im 8. Jahrhundert. Dendrochronologische Untersuchungen datieren Balken aus den ältesten erhaltenen Bauabschnitten auf das 10. oder 11. Jahrhundert. Das Mauerwerk wurde im ährenförmigen Mauerverbund aus Steinen aus einem nahe gelegenen Steinbruch errichtet. Einziger Zugang war eine kleine Tür mit Rundbogen in der nördlichen Seitenwand. Die heute noch sichtbaren Einlagen für einen Riegelbalken an dieser Tür deuten auf die Schutzfunktion der Berger Kirche als Wehrkirche für die umliegende Bevölkerung hin. Nach Osten bestand offenbar eine kleine, halbrunde Apsis. Süd- und Nordwand trugen jeweils drei kleine Obergadenfenster, eines auf der West- und zwei auf der Ostseite. Es gibt Hinweise auf einen Turm dieser frühen Kirche. Dass dieser Turm bereits früher als Wartturm auf dem strategisch vorteilhaften Felssporn bestand, lässt sich heute nicht mehr nachweisen. Entgegengesetzt zum heutigen Zugang führte der Weg zum vermutlich ummauerten Friedhofsareal und zur Kirche von Norden herbei und stieß unmittelbar auf die Kirchentür in der Nordwand.

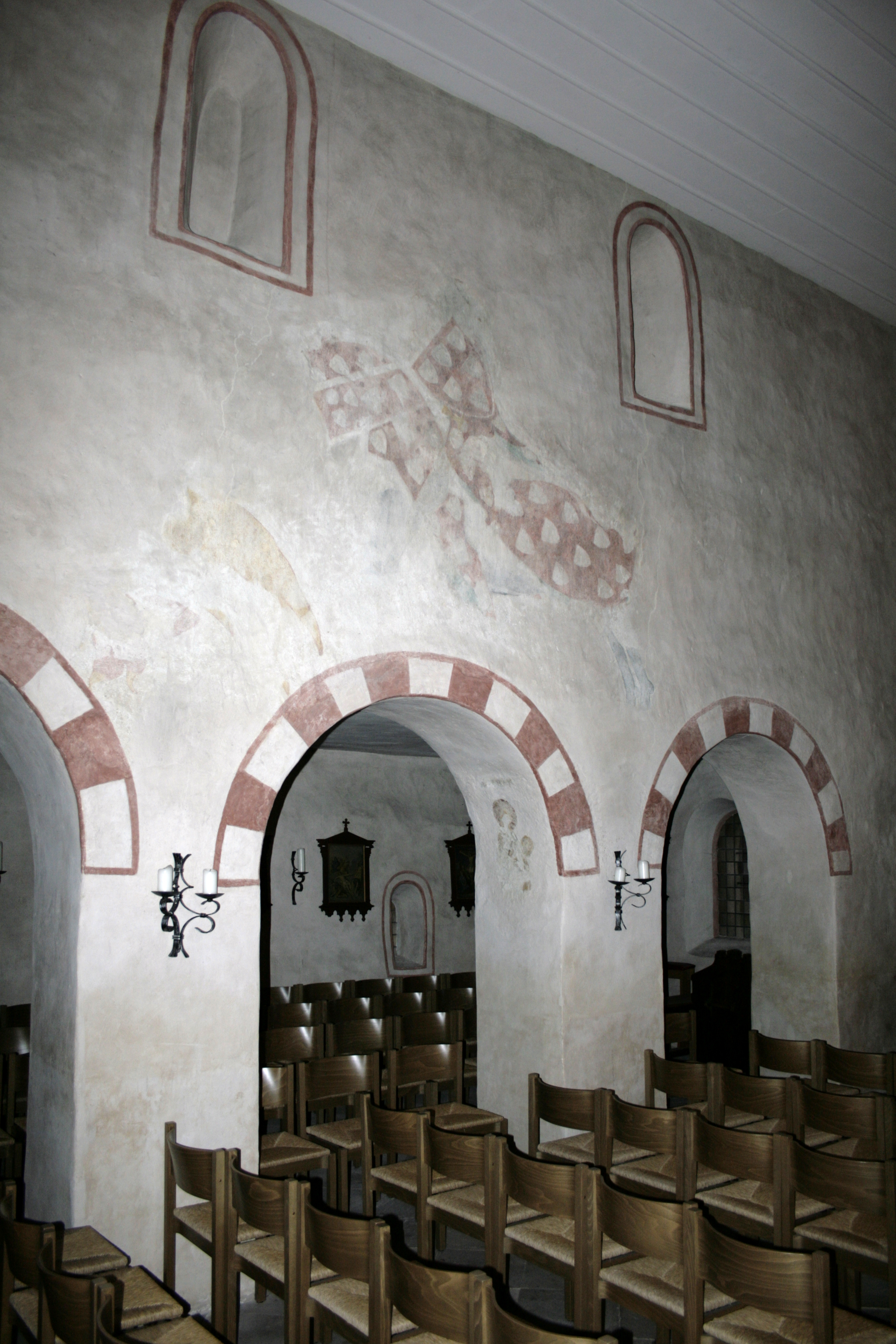
Die Nordwand des Hauptschiffes von innen gesehen. Gut sind die Wandmalereien mit dem Heiligen Georg zu Pferd und der Gottesmutter mit dem Jesuskind (im Arkadenbogen) zu sehen. Ebenfalls gut erkennbar sind das deutlich niedrigere Seitenschiff hinter den Arkaden und die um 1700 herum zugemauerten Obergaden.

Im 10. Jahrhundert wurde möglicherweise ein Gebäude neben der Kirche errichtet, die den vom Georgsstift abgeordneten Kanonikern als Behausung gedient haben könnten. Ebenfalls in dieser Zeit wurde die Apsis abgerissen und durch den heute noch bestehenden, größeren Rechteckchor ersetzt, der die Kirchenfläche um etwa ein Drittel vergrößerte, vom Hauptschiff allerdings deutlich durch einen gemauerten Rundbogen und wohl auch durch ein Gitter abgesperrt war. Auch der wuchtige Altar aus graugrünem Schalstein stammt aus dieser Bauphase. Zudem entstand ein weiterer, bis heute vorhandener, Türdurchbruch in der Südwand, nahe am Chorraum, der vermutlich als separater Zugang der Kanoniker diente.

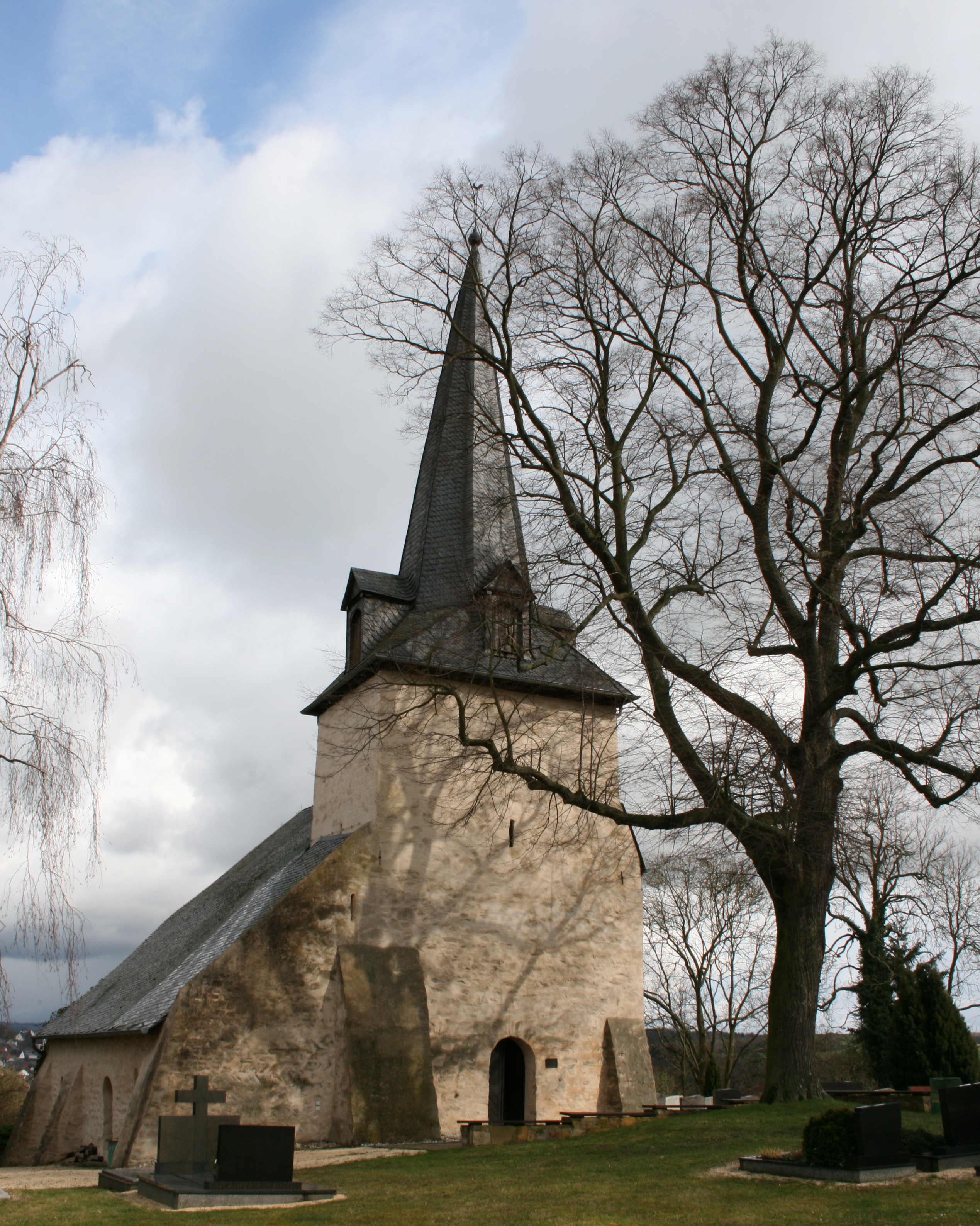
Berger Kirche von Nordwesten aus gesehen. Gut sind das niedrige Seitenschiff und die Wandverstärkungen im Zuge des Turmbaus zu erkennen.

 Die nächste größere Veränderung erfolgte im 12. Jahrhundert mit dem Anbau eines Seitenschiffs im Norden. Erneut wurde die Zugangstür in der nun nach außen versetzen Nordwand angelegt. Die nördlichen Obergaden des Ursprungsbaus blieben bestehen, da das neue Seitenschiff sehr flach ausgeführt war. Im unteren Teil der alten Nordwand entstanden vier Arkadenbögen. Der in dieser Zeit aufgebrachte Innenputz mit Fischgrätenmuster ist bis heute erhalten.
Nachdem die Berger Kirche 1571 nicht mehr Werschauer Pfarrkirche war, sondern hauptsächlich als Friedhofskirche für die weiter dort stattfindenden Bestattungen genutzt wurde, folgte ein weitgehender Verfall des Bauwerks. Erst nach dem Dreißigjährigen Krieg folgten Instandsetzungsarbeiten, die sich von 1657 bis 1701 hinzogen. Zu diesem Zeitpunkt war der heute nicht mehr genau fassbare Turm im Nordosten des Bauwerks zusammengebrochen. Darauf entstand der wuchtige Turm auf der Westseite mit unten rechteckig gestreckter, oben quadratischer Form, spitzem Helm und vier Gauben. Aus statischen Gründen wurde die Westwand der Kirche im Verlauf dieser Arbeiten auf bis zu zwei Meter Dicke verstärkt und eine Zwischenwand im Westen des Hauptschiffes eingezogen, die dieses erheblich verkleinerte. Ebenfalls zur Verstärkung des Gesamtbauwerks wurde die flache romanische durch eine Gewölbedecke ersetzt. Das Kirchendach wurde vollständig erneuert und dabei auch die zuvor getrennten Dächer von Haupt- und Nordschiff vereinigt. Damit waren die nördlichen Obergadenfenster ihrer Beleuchtungsfunktion beraubt und deshalb zugemauert worden. Bis heute bleiben sie aber erkennbar.
1842 folgte auf persönliche Initiative des Limburger Bischofs Peter Joseph Blum eine weitere Umbauphase. Der alte Zugang im Norden wurde verschlossen und ein neuer, zweiflügliger Zugang durch die Außenwand des Turmes gebrochen. Das Erdgeschoss des Turmes erhielt den Charakter eines Vorraums und wurde auch zum Kirchenraum hin mit einem zweiflügligen Tor abgeschlossen. Die Vergrößerung der Fenster in der Südwand und im Chorraum sollte die Lichtverhältnisse in der Kirche verbessern. 2011 erfolgte eine Restauration der Wandgemälde.
Die ursprünglich zwei Glocken wurden 1652 nach Niederbrechen und 1841 nach Werschau geschafft. Eine zwischenzeitlich wieder beschaffte Glocke wurde 1942 für die Rüstungsproduktion eingeschmolzen. 1984 erhielt die Berger Kirche die heute vorhandene Glocke.

## Der Ort Bergen
Der Ort Bergen wird erstmals 1129 als Fronhof des Mainzer Erzbischofs Adalbert I. von Saarbrücken erwähnt. Er befand sich vermutlich zwischen dem Kirchenhügel und dem Emsbach. Die genaue Position ist heute nicht mehr erfassbar.
1305 waren die Grafen von Diez Landesherren. Im weiteren Verlauf war Bergen wohl Teils kurtrierisches Lehen, teils Eigengut der Herren von Limburg, spätestens Mitte des 15. Jahrhunderts aber eindeutig kurtrierisches Gebiet. 1354 war Bergen noch bewohnt. Später sind sowohl die Lehnsnehmer und Pächter von Feldern in der Gemarkung als auch Pfarrer und Amtsträger der Berger Kirche nur noch mit Wohnsitzen in umliegenden Orten verbürgt. Vermutlich siedelten die Einwohner in das nahe gelegene Niederbrechen um, nachdem dieses 1363 und 1376 Stadtrechte erhielt. Äcker, Gärten und auch ein Weinberg in der Gemarkung wurden vornehmlich von dort aus bewirtschaftet. Während die Berger Kirche zur Pfarrkirche des Orts Werschau wurde, ging die Berger Feldgemarkung an Niederbrechen.
Eine eigene niederadlige Familie aus Bergen tritt möglicherweise erstmals 1285 auf, sicher aber 1356. Ab 1422 ist die Bezeichnung „Kessel von Bergen“ für die Familie geläufig. Das Haus scheint weitläufig mit den Familien von Bubenheim und Specht von Bubenheim verwandt gewesen zu sein. Die Kessel von Bergen treten meist als Dienstmannen in Kirberg auf. Besitzungen sind allerdings bis in die Eifel, nach Dreieich und in die Wetterau nachgewiesen. In Kirberg starb die Familie 1643 auch mit Philipp Wilhelm Kessel von Bergen aus. Das Wappen der Familie zeigte in Gold einen schwarzen Balken, oben von zwei, unten von einem schwarzen Stern begleitet.